# Esther Obeng Dapaah
Esther Obeng Dapaah   (sinh ngày 18 tháng 1 năm 1945) là một nữ chính trị gia Ghana và một luật sư. Cô là thành viên của quốc hội cho khu vực bầu cử của Abirem và phục vụ John Agyekum Kufuor với tư cách là Bộ trưởng Bộ Đất đai, Rừng và Mỏ.
Cô ấy đã từng Thành viên của Quốc hội cho khu vực bầu cử Abirem ở Ghana từ năm 2004. Bà từng là Chủ tịch Ủy ban Phụ nữ và Trẻ em và hiện tại   thành viên của Ủy ban về các vấn đề lập hiến và pháp lý.   Cô cũng là một thành viên của Quốc hội Liên minh châu Phi.

## Tuổi thơ
Esther Obeng Dapaa đến từ Nkwarteng, ở khu vực phía Đông Ghana. Cô sinh ngày 18 tháng 1 năm 1945.

## Giáo dục
Cô là một luật sư chuyên nghiệp, cô có bằng LLB của Học viện Giáo dục Chelmer ở Essex, Anh, vào năm 1977. Cô đã nhận được BL từ Nhà trọ của Lincoln vào năm 1978 và từ Trường Luật Ghana năm 1979.

## Cuộc sống cá nhân
Esther là một Kitô hữu và là thành viên của Giáo hội Ngũ Tuần.